# Erika Alexander
Erika Alexander (Winslow, 19 de Novembro de 1969) é uma atriz estadunidense. Ela é mais conhecida por seus papéis como Pam Tucker na série do canal NBC The Cosby Show e como Maxine Shaw na série da FOX Living Single. Ela já ganhou inúmeros prêmios por seu trabalho em Living Single, incluindo dois NAACP Image Awards de Melhor Atriz em Série de Comédia. Ela foi criada na Filadélfia, Pensilvânia.
Alexander teve sua grande oportunidade como Pam Tucker na aclamada série The Cosby Show. Mais tarde, ela estrelou ao lado de Whoopi Goldberg em 1990 no filme sobre o movimento dos direitos civis The Long Walk Home. Talvez seu papel mais notável foi como a advogada Shaw 'Max' Maxine na FOX na série Living Single, que interpretou por cinco anos.
Em 1992, ela apareceu no seriado de curta duração Going to Extremes, série que gira em torno de um grupo de estudantes de medicina nas Caraíbas.
No cinema internacional, Alexander fez o papel de Hidimbi na adaptação de Peter Brook de Mahabharata.
Em 2009, ela fez uma aparição em Criminal Minds no episódio da 4.ª temporada como a detetive Lynne Henderson que pede ajuda a BAU na investigação de um serial killer em Buffalo na cidade Nova York.
No ano de 2011, ela apareceu na 7.ª temporada da série House MD no episódio 13 chamado de "Duas Histórias", na série ela interpretou o papel de uma diretora de escola.
Em 2023, a cidade de Winslow renomeou uma rua em sua honra.

## Prémios e indicações
| Ano  | Prêmios                       | Categoria                                                                      | Destinatário     | Resultado |
| ---- | ----------------------------- | ------------------------------------------------------------------------------ | ---------------- | --------- |
| 1996 | NAACP Image Awards            | NAACP Image Award de Melhor Atriz em Série de Comédia                          | Living Single    | Venceu    |
| 1997 | NAACP Image Awards            | NAACP Image Award de Melhor Atriz em Série de Comédia                          | Living Single    | Indicado  |
| 1998 | NAACP Image Awards            | NAACP Image Award de Melhor Atriz em Série de Comédia                          | Living Single    | Venceu    |
| 2002 | Prémios Black Reel            | Prémio Black Reel de Melhor Atriz Independente                                 | 30 Years to Life | Venceu    |
| 2017 | Festival de Cinema de Phoenix | Prémio Phoenix Film Festival de Melhor Atuação em Conjunto                     | Brave New Jersey | Venceu    |
| 2019 | NAACP Image Awards            | NAACP Image Award por Melhor Desempenho Convidado em Série de Comédia ou Drama | Black Lightning  | Indicado  |
| 2022 | NAACP Image Awards            | NAACP Image Award de Melhor Ator ou Atriz Convidado em Série de Televisão      | Run the World    | Indicado  |
| 2023 | Prémios Screen Actors Guild   | Prémio Screen Actors Guild para melhor elenco em cinema                        | American Fiction | Indicado  |